# Solo (film 1996)
Solo è un film statunitense del 1996 diretto da Norberto Barba e ispirato al romanzo Weapon di Robert Mason.

## Trama
Solo, un cyborg addestrato per combattere in guerra, viene spedito in America Latina per sedare una rivolta civile e sterminare i ribelli. Tuttavia, grazie ad un chip innestatogli dal suo inventore Bill Stewart, Solo sperimenta i sentimenti e decide di schierarsi dalla parte dei rivoltosi combattendo per la loro libertà.